# Cordylomera gracilis
Cordylomera gracilis là một loài bọ cánh cứng trong họ Cerambycidae.